# Robert William Genese
Robert William Genese (1848, Dublin - 1928) est un mathématicien irlandais dont la carrière s'est déroulée au Pays de Galles.

## Jeunesse et éducation
Genese est né à Westland Row, une rue du côté sud de Dublin, le 8 mai 1848. Du St John's College de l'Université de Cambridge, Genese obtient en 1871 son baccalauréat (avec le huitième rang Wrangler dans les Tripos) et en 1874 sa maîtrise.

## Vie professionnelle
À la suite d'une candidature infructueuse à la chaire de mathématiques d'Aberystwyth en 1872, il enseigne au Training College de Carmarthen. Il obtient finalement le poste de professeur à Aberystwyth en 1879 et l'occupe jusqu'en 1919, prenant le titre de professeur de mathématiques et d'astronomie .
Genese introduit au Royaume-Uni les idées d'Hermann Günther Grassmann (promotion de l'utilisation de l'analyse vectorielle). Dans son livre de 1941 Le calcul des extensions, Henry Forder publie de nombreux exemples d'analyse vectorielle tirés des notes posthumes de Genese. (Les notes de Genese sont laissées à la Mathematical Association puis données en 1929 à Forder par EH Neville) .
Genese est un conférencier invité de l'ICM en 1904 à Heidelberg avec une conférence Sur quelques théorèmes utiles dans la multiplication continue d'un produit régressif dans un espace réel à quatre points  et en 1908 à Rome avec une conférence La méthode des polaires réciproques appliquée aux forces dans l'espace.

## Publications
- "Suggestions pour le traitement pratique de l'équation cubique standard et contribution à la théorie de la substitution." The Mathematical Gazette 9, no. 129 (1917): 65–69. DOI 10.2307/3603498
- "Sur la théorie du complexe plan avec des illustrations géométriques et cinématiques simples." The Mathematical Gazette 11, no. 164 (1923): 293–301. DOI 10.2307/3603761
- "Une exposition simple des méthodes de Grassmann." The Mathematical Gazette 13, no. 189 (1927): 373–391. DOI 10.2307/3604329